# Autopistas concesionaria española
Autopistas concesionaria española (ACESA) est une société concessionnaire d'autoroutes espagnole fondée en 1967.

## Historique
La première concession de l'Autopistas concesionaria española est le tronçon Barcelone-Mataró ouvert en 1970. L'ACESA fait son entrée à la bourse de Madrid le 18 mai 1987. En 1991, l'ACESA compte parmi les 35 entreprises espagnoles composant le nouvel indice Ibex 35.
En décembre 2002, l'ACESA fusionne avec la société de dragage Áurea pour former le géant espagnol des parkings et autoroutes Abertis. À partir du 1er janvier 2003, le nouveau groupe Abertis détient 69% de l'ACESA. La fusion est approuvée par les actionnaires des deux sociétés en avril 2003. Le groupe devient le premier concessionnaire autoroutier espagnol, disposant également de participations croisées dans Brisa (10%) et Autostrade (10,8%). En décembre 2003, des conseillers indépendants rejoignent le conseil d'administration de l'ACESA qui valide la présence d'un syndicat au conseil et nomme Salvador Alemany Président non-exécutif de la société.
En novembre 2018, l'ACESA cède 5,73% du concessionnaire argentin Grupo Concesionario del Oeste (GCO) au fonds d'investissement malaisien TMF Trust Company.

## Activités
ACESA est l'exploitante de la plupart des autoroutes en Catalogne espagnole : 
- AP-7 : Le Perthus (A9) - Salou
- AP-2 : EL Papiol (Barcelone) - Saragosse
- C-33 : Barcelone - Montmelo (AP-7)
- C-32 : Barcelone - Palafolls (Lloret de Mar)

L'ACESA contrôle 49,99% du capital de la société concessionnaire d'autoroutes espagnole Grupo Concesionario del Oeste (GCO).
Le capital de l'ACESA est contrôlé par l'Espagnol Abertis.

### Pages liées
- Liste des autoroutes en Espagne
- Abertis